# Tocro castany
El tocro castany (Odontophorus hyperythrus) és una espècie d'ocell de la família dels odontofòrids (Odontophoridae) que habita la selva humida dels Andes de Colòmbia.